# NHK交響樂團
公益財團法人NHK交響樂團（日语：／ Enu eichi kei kōkyōgakudan），簡稱「N響」，是日本一家管弦樂團，總部位於東京都港区高輪二丁目16番49號。其前身是近衛秀麿等人設立的新交響樂團。

## 历史
NHK交響樂團成立於1926年10月5日，最初的名字是「新交響樂團」，是日本第一家專業交響樂團。後來更名為「日本交響樂團」。1951年，該樂團開始接受日本放送協會（NHK）的支援，并更名為現在的名稱。
知名指揮家小澤征爾曾經是NHK交響樂團的指揮，但在1962年小澤與NHK交響樂團之間發生衝突，雖然經由作曲家黛敏郎從中斡旋，NHK副理事阿部真之助與小澤於1963年1月17日會談，雙方達成和解，但小澤也因此離開該樂團。直到1995年1月23日，小澤才重新站上NHK交響樂團的指揮台為樂團指揮，哀悼阪神大地震罹難者。
NHK交響樂團一直以來擔任日本放送協會大河劇的主題曲演奏。

## 乐团指揮
首席指揮（Chief Conductor）
- 法比奧·路易西（2022－）
- 帕沃·耶尔维（2015－2022）

名誉音樂总监（Music Director Emeritus）
- 夏尔·迪图瓦（2003－）

桂冠名誉指揮（Honorary Conductor Laureate）
- 赫伯特·布隆斯泰特（2016－）
- 沃尔夫冈·萨瓦利希（1994－2013）

桂冠指揮（Conductor Laureate）
- 弗拉基米尔·达维多维奇·阿什肯纳齐（2007－）

名誉客座指挥（Honorary Guest Conductor）
- 安德列·普列文（2012-）

终身指挥（Permanent Conductors）
- 岩城宏之（1969－2006）
- 外山雄三（1979－）
- 若杉弘（1995－2009）
- 尾高忠明（2010－）

## 外部連結
- NHK交響樂團官方網站*（页面存档备份，存于）
- N響アワー（NHK）
- BSシンフォニー アワー（NHK）